# Song (cesarzowa)
Song (chiń. 宋皇后; zm. 178) – pierwsza żona cesarza Chin Linga (168 - 189).

## Życiorys
Przyszła cesarzowa Song pochodziła ze znakomitego, ale niezbyt wpływowego rodu. Jej ojciec, Song Feng był wnukiem brata konkubiny Song, żony cesarza Zhanga (75 - 88), która urodziła mu syna, księcia Liu Qinga. W czasie pierwszych lat cesarza Linga, Song Feng służył jako komendant w stołecznym mieście Luoyang. Jego siostra była żoną Liu Kui, księcia Bohai, brata cesarza Huana (146 - 168).
W 170 roku Song została wybrana na cesarską konkubinę, a w rok później mimo że nie była ukochaną konkubiną swojego męża, została mianowana cesarzową.
Już od początku małżeństwa z cesarzem Song nie była kochana przez męża. Kilka konkubin chciało ją zastąpić i próbowały rzucić na nią podejrzenie o uprawianie czarów i dopytywanie się nekromantów o długość życia cesarza. Zarzut wkrótce oddalono, ale podejrzenia pozostały. W 172 roku miało miejsce wydarzenie, które rzuciło się cieniem na jej późniejsze życie – potężny eunuch Wang Fu fałszywie oskarżył księcia Liu Kui o zdradę i zmusił go do popełnienia samobójstwa, podobnie jak wszystkich jego krewnych i przyjaciół. Wang Fu i jego klika obawiali się wzrostu władzy cesarzowej Song i tego, że wywrze na nich zemstę za śmierć ciotki. Eunuchowie wsparli konkubiny i po raz kolejny oskarżyli cesarzową o uprawianie czarnej magi i trucie męża. W 178 roku cesarz Ling uwierzył plotkom i odebrał żonie tytuł cesarzowej i nakazał wymordować jej rodzinę. Song została przeniesiona do stanu pospólstwa i popełniła samobójstwo.